# Использование кобальта в фарфоре и керамике
Использование кобальта в фарфоре и керамике — это применение солей кобальта для окраски предметов декоративно-прикладного искусства из керамики и фарфора. Кобальтовые фарфор и керамика отличаются особенным глубоким темно-синим цветом. Кобальтовые краски являются одними из древнейших и использовались во многих центрах декоративно-прикладного искусства Европы и Азии.

## История
Существует мнение, что впервые кобальт был использован в Месопотамии на рубеже III—II тысячелетий до нашей эры. Оттуда технологические приемы соединять кобальт с медью распространились в древний Египет. С помощью кобальта получалось имитировать лазурит и бирюзу, пользовавшиеся популярностью у египтян. Были попытки использовать для создания подглазурных красок лазурит, однако он не выдерживал высокотемпературный обжиг. Археологи находили в Ниневии керамические таблички, на которых рассказывалось о получении искусственного лазурита и сапфиров. Эти таблички датированы VII веком до н. э. Античные и венецианские стеклодувы активно использовали кобальт.

### Кобальт в Азии

#### Использование кобальта в Китае
В Китае использование кобальта для окраски изделий из керамики началось одновременно с распространением фарфора. Это произошло во время эпохи Тан (618—907 гг. н. э.). Китайский фарфор, расписанный кобальтом, пользовался большой популярностью в Юго-Восточной Азии, Индии, на Ближнем Востоке и был важной статьей дохода Китая. Во время правления монгольской династии Юань (1280—1368 гг.) началось использование кобальта для подглазурной росписи. Важным рынком сбыта были мусульманские страны, и китайские художники копировали живописные решения персидских мастеров. Китайское общество не сразу восприняло бело-синий декор. Для росписи этого периода характерны различные оттенки синего цвета. Помимо этого, встречаются и технологические дефекты, когда глазурь вспенивалась.
С XIII по XVII век в Китай поставлялся персидский кобальт из-под Кашана, и называли его «мусульманский синий».
Пик производства фарфора с синей подглазурной росписью пришелся на эпоху Мин (1368—1644 годы). Во время правления Сюаньде (1426—1435 годы) выпуск изделий с кобальтовой росписью попал под императорский патронаж. Изделия этого периода отличаются высоким качеством исполнения. Изначально китайский фарфор расписывался солями кобальта, привезенными с Явы и Суматры. Примерно с XV века привозной кобальт начал вытесняться местным, содержащим марганец. В связи с этим роспись этого периода отличается сероватым оттенком. Развитие технологий по подготовке солей кобальта и их более тщательному измельчению способствовали более тщательному изготовлению качественного материала. За счёт этого изменилась и живописная техника: художник краской глубокого синего цвета наносил контур узора, а потом более светлой краской заливал центр.
На распространение кобальта повлияло открытие месторождения залежей кобальтовой руды неподалеку от Цзиндэчжэня в XVI веке и дальнейший рост производства фарфора. Там были расположены казенные каменные печи. Императорские печи изготавливали фарфор для монаршьих особ, частные — на внутренние рынки. С помощью этого оборудования производились массивные предметы декоративно-прикладного искусства сине-белой росписи, в том числе храмовые вазы. Долгое время сине-белый кобальтовый фарфор преобладал в китайском экспорте.
Так как кобальт был дорог, к росписи изделий кобальтовыми красками допускались лишь художники высокого уровня, умевшие экономно расходовать материал. К концу династии Мин количество казенных печей было сокращено, и производство кобальтового фарфора было переориентировано на частных заказчиков. В 1620-е — 1660-е годы начался «переходной стиль». Это было связано с наступлением в Цзиндэчжене экономического и политического кризиса, вторжением маньчжуров и крестьянской войной, сказавшихся и на производстве. Многие фабрики производили изделия на экспорт, ориентируясь на европейских заказчиков, а также Японию, где особым спросом пользовался фарфор «ко-сомэцкэ» — «старый кобальтовый». Эти изделия имели сероватый черепок, свободный декор, часто не законченным. Такие предметы часто имели дефекты глазури. Несмотря на очевидные недостатки, изделия высоко ценились мастерами чайных церемоний.
После войны с маньчжурами казенные печи в Цзиндэчжене были восстановлены лишь в 1670-е годы по приказу императора Канси. Покровительства нового императора искусствам дало толчок развитию фарфора: появились новые формы, поднялось качество росписи. Самый популярный сюжет в декоре этого периода — ветки белых цветов сливы на сине-голубом фоне «ломающегося льда», символизировавшего конец зимы. Этот сюжет стал популярен как в Японии, так и в Европе, где был назван «боярышником».
Высокий спрос на китайский фарфор дал толчок и организации производства. Началось применение техники разделения труда. Один предмет расписывали разные художники, каждый из которых отвечал за тот или иной раздел. Как ни странно, это привело к падению качества декора, особенно в отношении экспортной продукции. Для того, чтобы уровень продукции был на должном уровне, на производства отправлялись лучшие образцы старинного фарфора. Для того, чтобы копия была максимально похожа на оригинал, художники даже наносили элементы технологического брака. Помимо этого, на копии даже ставились марки старинного фарфора. Подобная практика имела место и в XIX веке, когда заводы массово производили копии предметов в стиле Канси и эпохи Мин. К началу XX века производство предметов, расписанных кобальтовыми красками в Китае прекратилось.

#### Кобальт в Персии
На юге Кашана были обнаружены месторождения кобальта, что дало толчок местному декоративно-прикладному искусству. Помимо того что соли кобальта использовались персидскими мастерами, он экспортировался в Китай. Персидские мастера не обладали секретом производства фарфора. Однако в IX веке они научились производить керамические изделия с опаковой оловянной глазурью, расписанные кобальтовой краской. Сочетание подобного декора с глазурью помогало скрыть дефекты керамической основы и делало такую продукцию привлекательной для потенциальных покупателей. В XII веке в Рее и Кашане, крупных гончарных центрах Персии, был открыт новый материал, схожий с фарфором — фриттовая масса. Этот материал также активно расписывался кобальтовыми красками.

### Использование кобальта в Японии
Кобальт активно использовался и в японской керамике. В XVI веке в Японию прибыли корейские ремесленники-иммигранты, которые обнаружили на Кюсю залежи каолина и наладили производство фарфора сёки-имари, также известного как «арита». Эти предметы должны были составить конкуренцию китайскому фарфору «ко-сомецукэ», они производились по корейской технологии, но не отличались качеством черепка, глазури и росписи. В то же время художники, декорировавшие эти предметы, имели возможность самовыражаться, использую различные формы и орнаменты. Предметы раннего периода отличаются синей глазурью. Среди них встречаются и предметы, раскрашенные в технике «фукудзими», схожей с «blue poudre». Производство изделий из фарфора в Хидзэн развивалось быстро, и с 1640-х годов японский фарфор начали экспортировать в Юго-Восточную Азию, еще через 10 лет — в Европу. Главным центром производства японского фарфора стала Арита. Изделия, произведенные в этом месте получили название «имари» по названию ближайшего порта. Одной из причин роста популярности японского фарфора стали китайские войны 1650-х — 1660-х годов, из-за которых китайский экспорт сильно упал.
По заказу Ост-Индской компании местные мастера выполнял роспись в стиле китайских мастеров, на изделия которых был в Европе был особенный спрос. Использовались как привозные краски, так и краски местного производства. В 1670-е годы японские мастера разработали принципиально новый вид декора, когда кобальтовые краски, которые при обжиге приобретали темно-синий и фиолетовый оттенки, сочетались с красной железной надглазурной росписью и с позолотой. Основным видом декорируемой таким способом продукции были чаши, блюда и вазы. Причем такие изделия расписывались полностью.
В конце XVII века началось производство фарфора набэсима. Печи этой мануфактуры находились далеко от крупных городов и производили небольшие тиражи посуды, рассчитанные на аристократические круги Японии. О основном в Набэсима производили блюда, входившие в обязательный набор во время деловых приёмов. Мастера этого производства придумали свой способ нанесения декора на изделие — «исчезающие краски». На предмет наносился специальный состав, уже на который наносился кобальт. Во время обжига нижний состав выгорал, и кобальт специфически ложился на фарфор. Впоследствии декор дополнялся полихромными красками. Изделия набэсима отличаются высоким качеством декора и особым изяществом форм.
К середине XVIII века мировой рынок фарфора изменился: Китай возобновил международную торговлю, набрали силу европейские производства, вырос внутренний рынок Японии и как следствие мировых изменений, упал экспорт. Производство в Арите переориентировалось на местных заказчиков, изменив стиль. В XIX веке в кутани изготавливали фарфор, декорированный кобальтом и красной надглазурной живописью. В Киото и Хирадо производили предметы с таким же сочетанием красок, а также с голубой или фиолетовой глазурью.
В 1867 году на Всемирной выставке в Париже японский фарфор получил высокие оценки, что положительно сказалось на производстве и экспорте. С 1880-х годов японские мастера начали использовать немецкий кобальт. На рубеже XIX—XX веков крупные производства переориентировались на полихромную живопись, в то время как мелкие артельные производства продолжали традиции бело-голубой кобальтовой росписи.

### Кобальт в Европе

#### Использование кобальта для окраски керамики
В XVI веке во Флоренции был создан так называемый «фарфор Медичи» — керамика, подражающая фарфору. Подглазурная кобальтовая роспись напоминала китайскую, а сама глазурь напоминала итальянскую майолику.
Китайский фарфор с кобальтовым декором попал в Европу в XVI веке, после того, как португальские мореплаватели в XV веке на торговых судах достигли Китая. На антикварном рынке встречаются китайские фарфоровые изделия в серебряных оправах того же периода, произведенных в Европе. В 1602 году была создана Голландская Ост-Индская компания, довольно быстро ставшая лидером в торговле на Дальнем Востоке. В 1604 году голландцы совершили захват португальского корабля «Santa Caterina», на котором перевозили китайский фарфор в Лиссабон. Этот фарфор, получивший название «kraakporclein», был выставлен на торги в Амстердаме. На этом аукционе были приобретены предметы для монархов — короля Франции Генриха IV и короля Англии Якова I. За китайский бело-голубым фарфором с традиционными узорами и композицией, созданным в XVI—XVII веках, закрепилось название «краак». Большая часть этих предметов была изготовлена в Цзиндэчжэне, где производство успешно было переориентировано на экспорт. Примечательно, то «краак» повлиял на продукцию мастеров Персии и Японии.
Наибольшее значение «краак» произвел на производство фарфора и керамики в Делфте. Исторически это был центр производства керамики в традициях Ближнего Востока, когда для декора использовалось олово. Мастера Делфта смогли получить тонкий керамический черепок, внешне схожий с фарфором. С XVI века там начали изготавливать изделия, внешне схожие с «крааком». В опаковую поливу добавляли кобальтовые краски. После обжига изделия покрывались тонким слоем свинца для блеска. Впоследствии Делфт стал крупнейшим центром по производству керамики, где активно копировался кобальтовый японский и китайский фарфор. Впоследствии «делфтом» стали называть керамические изделия, схожие с теми, которые были произведены на фабриках Делфта.
В XVII веке фабрики, производящие «делфт», появились в Германии (Берлин, Франкфурт-на-Майне, Ханау), и Англии (Лондон, Ливерпуль, Бристоль). В двух крупных французских центрах по производству керамики — Невере и Руане, тоже появились изделия «делфт». В Руане художниками и мастерами местной фабрики был создан известный «ламбрекеновый орнамент» в синих кобальтовых тонах, к которым впоследствии был добавлен красный орнамент на основе железных красок. В Невере изготавливались предметы в стиле «blue persan», когда на синий кобальтовый фон наносились узоры в персидском стиле.
До 1880-х годов источником кобальта для производств фарфора и керамики были Рудные горы, открытые в конце XV века. В XVII—XVIII веках кобальтовая руда была обнаружена в Швеции и Норвегии, разных областях Германии и в Венгрии.
Китайский фарфор и голландская керамика, окрашенные красками на основе кобальта получили распространение, что способствовало расцвету стиля шинуазри и появлению моды на фарфоровые павильоны и кабинеты. Главные интерьерные элементы были изготовлены из керамики и декорированы синими красками. В 1670 году в Версале был возведён Фарфоровый Трианон, фасад которого был украшен плитами из фаянса, декорированный сине-белой росписью. В 1706 году был изготовлен «Porzellankabinett» в замке Шарлоттенбург, коллекция которого преимущественно была представлена разнообразными предметами с кобальтовым декором. Эти образцы декоративно-прикладного искусства были подарены английской Ост-Индской компанией королеве Софии Шарлотте Прусской.
Интересно, что до середины XVIII века, несмотря на развитие полихромной росписи, торговцы предпочитали товар в бело-синих кобальтовых тонах. Успех такой керамики привел в излишнему распространению расписанных кобальтом предметов, и они перестали считаться редкостями. С конца XVIII века кобальтовая керамика уже считалась посудой для широких слоёв населения, и качество росписи таких предметов стало падать. В США эта мода сохранилась чуть дольше, до 1830-х годов, пока не было налажено местное производство керамики.

#### Использование кобальта для окраски фарфора
Первый европейский фарфор был открыт И. Ф. Бёттгером в 1709 году. В 1710 году появилась Мейсенская фарфоровая мануфактура, первая в Европе. Примечательно, что на мануфактуре в течение 7 лет разрабатывались свои рецепты изготовления кобальтовой краски, причем за разработку была назначена премия в 1000 талеров. Кобальтовую краску стали применять не только для нанесения узоров, но и для заполнения фона. С 1730-х годов мейсенский фарфор начал производиться серийно, и использование кобальтовых красок увеличилось. Если первые изделия повторяли декор японских и китайских предметов, то примерно с 1745 года на фарфоре Мейсена стали появляться европейские цветы.
До 1770-х годов фарфор выпускался на фабрики в Руане, Сен-Клу, Шантильи и Меннеси. Этот материал отличался мягкостью и изготавливался из фриттовой массы. Местные мастера, впечатленные китайскими изделиями и продукцией Мейсена, активно использовали кобальтовые краски, добавляя к ним небольшие золотые мазки.
На Севрской мануфактуре активно использовалась и надглазурная роспись. Известные фоны, такие как «bleu royale», «blue nouveau», «bleu Fallot» создавались на основе кобальта.
Успешный опыт Севра передался Венской фарфоровой мануфактуре, также активно использовавшей кобальт уже сразу после создания в 1718 году. На этом производстве подглазурную роспись кобальтом сочетали с надглазурным многоцветным декором. На Венской мануфактуре был изобретен мышьяковистый кобальт, давший основу одной из самых известных красок Вены — «лейтнеровской синей».
Одним из преимуществ сине-белого кобальтового фарфора была невысокая цена изготовления, так как требовалось только два обжига. Это стало одной из причин распространения кобальта в Англии, где исторически не было производства фарфора, и деятельность мануфактур носила сугубо коммерческий характер. Помимо этого, сине-белые предметы декоративно-прикладного искусства позволяли объединять разные предметы в комплекты, а также отсылали к модному китайскому фарфору.
В середине XVIII века в Англии изобрели переводной декор, который также осуществлялся с помощью кобальтовых красок. Английские заводы прямо не копировали китайские орнаменты, а создавали изделия в стиле шинуазри — сочетании исконного китайского стиля и рококо. Англичане создавали и собственные орнаменты. Один из самых популярных кобальтовых орнаментов, известный как «ивовый» (Willow pattern) стал популярным не только в Англии, но и далеко за её пределами. Известно, что предметы с таким декором даже отправляли в Китай для копирования. Большой популярностью пользовались изображения пейзажей Италии, птиц и цветов. Некоторые сюжеты стали настолько популярными, что до сих пор наносятся на фарфоровые изделия заводами Великобритании. До начала XIX века Англия использовала кобальт из Саксонии, пока не были обнаружены собственные залежи металла. Часть кобальта завозилась из Швеции, где этот металл активно добывался в XVII—XVIII веках.
В 1777 году Веджвуд купил фунт кобальтовой краски за три гинеи, сказав, что она «стоит любых денег». В 1780-е годы на мануфактуре «Энтрурии», принадлежавшей Веджвуду, начали использовать кобальтовые краски, благодаря которым удавалось получать различные оттенки синего цвета.
В XIX веке в Англии кобальтовые краски стали использоваться для подглазурной росписи. Особенно популярно это было при создании богато декорированных предметов викторианского стиля.
В XIX веке на Севрской фарфоровой мануфактуре стали применяться различные технические новшества. В частности, в 1884 году был изобретен новый вид фарфора, который можно было обжигать при более низкой температуре, что позволяло производить более декоративные предметы. Качества нового материала позволяли использовать более широкую палитру глазурей и красок высокотемпературного обжига, включая красители на основе алюминатов кобальта. Подглазурная роспись на фарфоре низкотемпературного обжига позволяли получать более мягкие изображения, внешне схожие с акварелью. Через несколько лет подобный материал был получен на Берлинской фарфоровой мануфактуре.
Европейские заводы и мануфактуры стали использовать матовые и кристаллические глазури, а также цветные потёчные. Особой декоративностью отличались предметы, созданные на Копенганенской Королевской мануфактуре. На этом производстве использовался кобальт, добытый на рудниках в Скутеруде (Норвегия), где он был впервые найден в 1770-е годы. Во второй половине XIX века на мануфактуре был разработан принципиально новый способ нанесения кобальтовых красок, к которым позже добавились и другие. Предмет окрашивался путем погружения в краску, причем после каждого погружения часть краски аккуратно смывалась. Это позволяло добиваться плавного перехода между оттенками. Впоследствии этот способ был назван «копенгагенским». Впоследствии этот приём, позволяющий делать особенно мягкие переходы между оттенками, была перенята художниками других европейских производств.

### Кобальтовый фарфор в России и СССР
В России смальту на основе кобальта для окрашивания керамики использовали до появления фарфоровых заводов.
С начала XVIII века в Российскую Империю стали завозить голландские изразцы и изделия из керамики, расписанные кобальтовыми красками. Этими изделиями украшались дворцы императора Петра I и представителей знати: Ф. А. Апраксина, П. П. Шафирова и А. Д. Меньшикова. В пошлинном тарифе за 1724 год описываются предметы, произведенные на фарфоровых фабриках Японии и Китая, а также керамика Делфта. Японский фарфор, закупленный для украшения русских дворцов, был расписан кобальтом в сочетании с железной краской и золотом.
В 1747 году создатель одной из первых в Российской Империи фарфоровых фабрик Афанасий Гребенщиков изготовил из гжельской глины и покрыл синими кобальтовыми узорами керамическую чашку, которую отправил управляющему Её Императорского Величества Кабинетом барону Черкасову. Этот предмет был высоко оценён.
В 1744 году был основан Императорский фарфоровый завод, и одним из дефицитных товаров, с которым возникли сложности, стал кобальт. Трудность заключалась в том, что вывоз кобальта из Саксонии был запрещен. Уже в начале 1750-х годов, когда производство на заводе было налажено, посуду и фигурки начали расписывать кобальтом после первого обжига. Помимо этого, использовалась надглазурная роспись кобальтовыми красками, уже после второго обжига.
В 1766 году был основан завод Гарднера, на котором практически сразу сталь использоваться кобальтовые синие краски. В эпоху классицизма на отечественных фарфоровых заводах использовалось кобальтовое крытьё, орнаментированное золотыми красками. Со второй половины XIX появилась мода на изделия в стиле «второго рококо», когда на синий кобальтовый фон накладывались сюжеты с полихромной живописью. Чаще всего это были пейзажные и цветочные сюжеты. Подобные приёмы встречаются на изделиях заводов Сафронова, братьев Корниловых и других.
Подглазурная кобальтовая роспись встречается на изделиях завода Батенина, представленных в Русском музее.
В 1798 году на Императорском фарфоровом заводе был изготовлен кобальтовый сервиз, который был поднесён князем Юсуповым императору Павлу I. В том же году ко дню рождения императрицы Марии Федоровны были изготовлены две кобальтовые вазы. С этого же времени кобальт используется большей частью не для нанесения узоров или рисунка, а для создания глубокого синего фона. Соответственно, растёт и потребление кобальта.
Кобальт активно использовался на производстве заводов товарищества М. С. Кузнецова. Так как эти фабрики были ориентированы на удешевление производства, дорогостоящий кобальт использовался экономно.
Несмотря на то, что в 1860-е годы на Дашкесанском кобальтовом месторождении начали разработку кобальта, большая часть этого металла привозилась из-за рубежа.
Сервиз «Кобальтовая сетка», выпускавшийся на Ленинградском фарфоровом заводе, получил широкое общественное признание. Автор росписи — Анна Яцкевич. Существует мнение, что прототип узора был создан во время правления императрицы Елизаветы Петровны мастером Дмитрием Виноградовым.
После Второй мировой войны в Гжели началось возрождение традиций, и большое распространение получила роспись кобальтовыми красками по белой глине. На предприятие была приглашена художница Н. И. Бессарабова, разработавшая новый бело-голубой стиль изделий Гжели. Особенностью нового вида изделий Гжели стало использование нарочито крупного мазка.

## Технология нанесения
Кобальтовая краска, изначально черного цвета, наносится на необожженную глиняную форму, покрывается глазурью и обжигается в печи при высокой температуре.
В XVII веке получил распространение прием blue poudre (soufle). Кобальтовый порошок задувался на влажную поверхность фарфора с помощью бамбуковой трубочки, конец который закрывался шелковой тряпкой. Кобальт ложился на изделие неравномерно тонким слоем, что создавало эффект мерцания.
В XIX веке на Севрской фарфоровой мануфактуре разработали технику «pate-sur-pate» — роспись жидкой фарфоровой массовой по цветному фону, окрашенному кобальтом.
На Ленинградском фарфоровом заводе использовался специальный «кобальтовый» карандаш специального состава. Этот инструмент был разработан химической лабораторией завода.